# Басалаєва Євгенія Олександрівна
Євгенія Олександрівна Басалаєва — відома українська піаністка, громадський діяч, Народна артистка України (1999), професор,  кандидат мистецтвознавства (доктор філософії), професор Сіднейської консерваторії (Австралія, 1993–1994 рр.), співзасновник Національного камерного ансамблю «Київські солісти» (1995 р.), засновник та президент Культурно-мистецького благодійного Фонду «Київ-Класік» [Архівовано 23 березня 2019 у Wayback Machine.] (2002 р.), засновник та художній керівник Київського камерного ансамблю «Контрасти Київ-Класік» (з 2001 р.), засновник та  художній керівник  Міжнародного фестивалю мистецтв «Діалоги культур» (з 2006 р.),   міжнародних культурно-мистецьких проектів: Міжнародна культурно-мистецька Програма «Відродження» (з 2001 р.), Міжнародний цикл концертів  «Елітні вечори камерної музики Євгенії Басалаєвої»  (з 2001 р.), Міжнародний проект відродження та збереження давніх культурно-мистецьких традицій України XVIII ст. — першої пол. XIX ст. (Маєткова культура першої половини XIX століття) «Освітянський центр барокової культури України»,  Міжнародний  проект «Хорал безсмертя» до  Дня Гідності та свободи, вшанування пам'яті жертв Голодомору,  фестиваль «МАЕСТРО-ФЕСТ» , Арт-проект класики і джазу «Нічні серенади»,  «Нотна колекція Розумовських», Міжнародний проект на підтримку талановитої молоді «Молода філармонія» тощо.
Євгенія Басалаєва - лауреат міжнародних конкурсів, володарка Гран Прі (Італія (1991), Іспанія(1992)), переможець загальнонаціональної програми «Людина Року 2009» в номінації «Митець Року», історично визнана Першим лауреатом міжнародних конкурсів Незалежної України.
Євгенія Басалаєва — член Громадської ради з питань культури при Міністерстві культури України, член Міжнародної Колегії ГО «Грандів рейтингів і номінацій», член Мистецької ради XII Міжнародного форуму «Музика молодих 2011»,член Вченої Ради НМАУ ім. П. І. Чайковського (2007–2012 рр.), голова та член журі чисельних  вітчизняних та  міжнародних конкурсів.
Чоловік - видатний український скрипаль, диригент, педагог, народний артист України Которович Богодар Антонович  (1941 - 2009 р.р.).  Син, Которович Антон Богодарович, —  відомий рок - музикант (електрогітара, скрипка), гітарист українського фолк - метал - гурту  "Тінь Сонця".

## Життєпис
Народилася 28 червня 1963 у місті Алма-Ата (тоді столиця Казахської РСР, нині Алмати) в родині музикантів.
1971 – 1978 р.р. навчання в  КССМШ ім.М.В.Лисенка.1978-1982 р.р. навчання в Державному музичному  училищі  ім.Р.М.Глієра.
1982–1987 р.р. закінчила з відзнакою  Київську державну  консерваторію  -  (клас фортепіано Віталія Сєчкіна). Після закінчення була  розподілена Міністерством культури України на роботу до  Київської державної консерваторії ім. П.І.Чайковського  (НМАУ  ім. П.І.Чайковського).
1986 р. розпочалась багаторічна творча співпраця  з видатним скрипалем,  маестро Богодаром Которовичем.  У 1992 р. митці одружились. У шлюбі народився син Антон Которович.
1990 - 1993 р.р.  піаністка  взяла участь у ряді  міжнародних  конкурсів інструменталістів , отримала спеціальні нагороди, дипломи та Гран Прі кращого піаніста конкурсу, а також  звання лауреата міжнародних конкурсів (Міжнародний конкурс скрипалів у м. Кльостер-Шонталь (Німеччина. 1990 р., 1993 р.); Міжнародний конкурс скрипалів ім. Венявського м.Любляна (Польща, 1990р.);  XXII  Міжнародний конкурс скрипалів у м.Монреалі  (Канада.1991р.); VIII Міжнародний конкурс камерних ансамблів в м. Кальтанісетта (Італія, Сицилія, 1991 р.), Звання Лауреата міжнародного конкурсу. Міжнародний конкурс скрипалів ім. Ієгуді Менухіна,м. Фолкстон  (Англія,  1991р.), Спеціальний приз кращого піаніста конкурсу; Міжнародний фестиваль камерної музики, Загреб (Хорватія, 1992р.); Міжнародний конкурс скрипалів ім. Нільсена, м.Оденс (Данія,1992р. ); Міжнародний конкурс інструменталістів ім.. Цабалетта, м.Сан-Себастьян (Іспанія, 1992 р.); Міжнародний фестиваль камерної музики, Загреб (Хорватія, 1992р. );  І Міжнародний конкурс скрипалів ім.. М.В.Лисенка,м. Київ  (Україна, 1992р.); Міжнародний конкурс скрипалів ім. Ієгуді Менухіна,м. Фолкстон (Англія, 1992,  1993р.) тощо).
1993-94р.р. –  професор Сіднейської консерваторії (Австралія) (за запрошенням  видатного скрипаля, диригента XX ст..Ієгуді Менухіна), викладала   на Майстер – класах в  м.Бордо (Франція), м.Ланцут (Польща), м.Фолкстон (Британія) тощо.
1996 р. закінчила  цільову  асистентуру-стажування кафедри камерного ансамблю  НМАУ  ( клас Людмили Цвірко) і продовжила викладацьку роботу на  кафедрах сольного фортепіано та  камерного ансамблю НМАУ , з 1998 р. - посада доцента, з 2009 р. -- посада професора.   2007 - 2013 р.р. звідувач кафедри камерного ансамблю НМАУ за конкурсним обранням.
1996 р. - 2018 р.р.  --  солістка ,  директор з творчих питань Національного камерного ансамблю "Київські солісти". Працюючи з першого дня заснування колективу «Київські солісти»,  Євгенія Басалаєва своєю високопрофесійною виконавською творчістю, організаторською та менеджерською діяльністю потужно сприяла становленню новонародженого колективу, подальшому його розквіту і широкому міжнародному визнанню.

### Концертна діяльність
З студентських років Євгенія Басалаєва  провадить широку концертно-виконавську діяльність, з успіхом презентуючи вітчизняну виконавську школу в Україні та за її межами як інтерпретатор творів української та зарубіжної класичної музики. Виступає як солістка з провідними оркестрами України та зарубіжжя.
Співпрацювала з видатними диригентами XX - XXI  століття, серед яких Саулюс Сондецкіс, Ієгуді Менухін,  та інші.
Здійснила численні концертні тури до Австралії, Тунісу, Франції, Великої Британії, Португалії, Данії, Італії, Канади, Іспанії, Німеччини, Польщі, Македонії, Сербії, Словенії, Хорватії, Словаччини, Чехії, Австрії, Угорщини, країн Балтії, Росії тощо.
1999 р. за рішенням керівництва Держави, під час проведення Днів культури України в Німеччині Євгенія Басалаєва  була удостоєна честі презентувати у Берлінській опері  віднайдену у Києві «Нотну колекцію родини Й. С. Баха».
Знаковими  подіями  міжнародної дипломатії та представлення української музичної культури   за кордоном стали сольні концерти  піаністки Євгенії Басалаєвої, які  з великим успіхом та широким резонансом відбулись   у найкращих концертних залах світу:  на Міжнародному фестивалі в Тунісі,   (м.Єльджем, Колізей, 1999 р.), сольний концерт Євгенії Басалаєвої (фортепіано), за ініціативи та патронату пана Посла Посольства України у Франції, за участі міжнародного дипломатичного представництва ООН та ЮНЕСКО у Франції (2009 , м. Париж. Міжнародний музичний фестиваль «Saison Musical 2009-2010». Cathedrale Saint-Louis des Invalides, Grand Salon., зал Людовіка XIV);   сольний концерт в    Concert CLI, Baltazar  Dias Municipal Theatre на  Міжнародному  фестивалі «Funchal Musica da Madeira»  (з нагоди  урочистостей, присвячених 500 -річчю     м.Фуншала ( Мадейра, 2008 р.) тощо.  Знаковою подією стали благодійні сольні концерти Євгенії Басалаєвої  у  Римі (Італія, 2008 ), спрямовані   на підтримку та оздоровлення  в Італії  16 українських дітей-сиріт із Запорізького дитячого будинку. З великим успіхом  піаністка  єдина   презентувала   Україну на престижному Міжнародному фестивалі  «Festival Ljubljana»  ( м. Любляна 2002 р., 2009 р., 2013 р. 3. Avgusta, Krizanke, Knight’s Hall), Концерт Євгенії Басалаєвої (фортепіано) та Йована Колунджії (скрипка) за підтримки Посольства Сербії (Україна, 2013 м.Київ)
Євгенія Басалаєва — учасник більш ніж 90 міжнародних фестивалів, «Днів культури України», міжнародних майстер-класів, зокрема:
- Концертно-гастрольний тур  «Мистецтво без кордонів» у 40 містах Чехії і Словаччини (1988р.);
- Міжнародний фестиваль (Монреаль, Канада, 1991);
- Міжнародний фестиваль в Англії  (Лондон, м.Фолкстон 1993р.);
- „Дні Української культури у Німеччині” м.Мюнхен (1992р.,);
- Міжнародний фестиваль м.Сідней, м.Мельбурн, м.Камбера (Австралія , 1993-1994);
- "Дні Української культури у Братіславі” (1995р., Словаччина);
- Міжнародний фестиваль у м. Машонмадьорово  (Угорщина, 1997);
- Міжнародний фестиваль «Контрасти» (Львів, 1997 р., 1998 р.);
- Міжнародний фестиваль видатних музикантів сучасності (Казахстан, м.Алма-Ата, 1998);
- Офіційний візит Президента України Л.М.Кучми до Казахстану та Киргизької Республіки (1999), член урядової делегації;
- Міжнародний фестиваль класичної музики у м.Ельджем, м.Табарка, м.Туніс, (1999р.);
- «Рурський міжнародний фестиваль” (Німеччина,1999р.,);
- Міжнародний фестиваль м.Зелена Гура, 1999р.;
- Міжнародний фестиваль м.Ланцут, Польща 1998р.;
- „Міжнародний фестиваль Й.С.Баха" м.Тверь, 1999р., Росія;
- «Дні Української культури у Росії”, м. Москва, 1999р., Росія;
- Урядовий міжнародний проект  «Скрипка  Н.Паганіні в Києві» (Україні, Київ, 1999р.);
- Міжнародний фестиваль «Три концерти у Відні» (1999, Австрія, м.Відень);
- Міжнародний фестиваль «Травневі зустрічі» (м.Кіровоград, 1999);
- Міжнародні фестивалі в м. Зелена Гура, м. Ланцут (Польща, 1998 р.);
- „Дні Української культури у Німеччині”  м.Берлін (2000р.). Презентація Нотної колекції Бахів;
- Міжнародний фестиваль: „Варшавська осінь” (2000р., м.Варшава, Польща);
- „Дні Української культури в Австрії” (2000);
- „Дні Української культури у Франції”,   зал П’єра Кардена(м.Париж, 1999р., 2000р.);
- Міжнародний фестиваль «Травневі зустрічі» (м.Кіровоград, 2000);
- Міжнародні фестивалі та Дні культури України у країнах  Балтії (Рига, Вільнюс, 1998р., 2001 р.);
- Міжнародний  фестиваль у Тунісі (м. Ельджем, м. Табарка, Туніс, 1999 р.);
- "Дні Української культури в Латвії», (2002);
- Міжнародний фестиваль „Охридське літо” (Македонія, м. Охрид, 2002р.);
- Міжнародні фестивалі та Дні культури України у країнах  Балтії (Рига, Вільнюс, 2003р.);
- Міжнародний фестиваль «Music-Euroregion» ( Pas-de-Calais, Dunkerque — Malo, Франція, 2007 р.);
- Міжнародний музичний фестиваль «Saison Musical 2009-2010». Cathedrale Saint-Louis des Invalides, Grand Salon. Франція, 2009р.);
- Міжнародний фестиваль «Funchal Musica da Madeira» Concert CLI, Baltazar  Dias Municipal Theatre (2008р., Португалія ( з нагоди  урочистостей присвячених 500 -річчю     м.Фуншала, Мадейра);
- Міжнародні фестивалі в м. Любляна «Festival Ljubljana»  (Словенія 2002р., 2009р., 2013р.);
- Міжнародний літній фестиваль камерної і клавірної музики „До 200-річчя від дня народження М.Глінки” (2004р. м.Белград, м.Нові Сад (Сербія));
- Міжнародні фестивалі та Дні культури України у країнах  Балтії (Рига, Вільнюс  2006р.);
- Міжнародний благодійний проект  на підтримку українських дітей-сиріт із Запорізького дитячого будинку (Італія, Рим 2008 );
- Міжнародний фестиваль мистецтв "Діалоги культур" ( 2006 - 2019 р.р.)  тощо.

### Дует Богодар Которович (скрипка) - Євгенія Басалаєва (фортепіано)
Вагомою сторінкою розвитку українського музичного мистецтва мала творча співпраця Євгенії Басалаєвої в дуеті з видатним українським скрипалем, засновником української скрипкової школи   Богодаром Которовичем (1941–2009), яка розпочалась у 1986 р.
Дует, як зазначалось на шпальтах газет, «став візитною карткою України», презентуючи вітчизняну культуру у світі. Митцями були здійснені численні гастролі до Австралії, Тунісу, Франції, Великої Британії, Данії, Німеччини, Італії, Іспанії, Канади, Польщі, Австрії, Росії та інших країн світу. Багаторічний творчий дует Євгенії Басалаєвої та Богодара Которовича був також організаційним центром у заснуванні та становленні Державного камерного ансамблю «Київські солісти» (1995).
Саме дуетом   у супроводі ансамблю «Київські солісти» під орудою видатного диригента XX-XXI ст. Саулюса Сондецкіса (Литва) прозвучали численні прем'єри в Україні, серед яких Подвійні концерти Й.Гайдна, Ф.Мендельсона, Е.Шоссона, а також твори українських композиторів.
Одним з кульмінаційних виступів відомого дуету Б.Которович - Є.Басалаєва   стали концерти у Києві (Національна філармонія України, Національна опера України) під час історичної події світового масштабу — презентації (вперше в Україні) унікальної скрипки д'Ельджезу Ніколло Паганіні (1999), на якій мав честь грати один з небагатьох музикантів світу, єдиний український скрипаль, видатний митець Богодар Которович.
Вагомим внеском у презентацію та популяризацію українського музичного мистецтва за кордоном стала широка концертна та педагогічна діяльність подружжя під час перебування в Австралії (1993–1994 рр., консерваторія, Сідней) за запрошенням видатного музиканта XX століття Ієгуді Менухіна.
Видатними музикантами було виховано цілу плеяду лауреатів міжнародних конкурсів скрипалів, відомих  сьогодні музикантів, серед яких  Богдана Півненко, Дмитро Ткаченко, Олесь Семчук,  Святослава Семчук, Євген Андрусенко, Аліна Комісарова, Остап Шутко та інш., що сприяло формуванню та зміцненню української скрипкової школи  молодої Незалежної Української держави  на міжнародній арені.

### Культурно-мистецький благодійний фонд "Київ-Класік"
У 2002р.   Євгенія Басалаєва заснувала Культурно-мистецький благодійний фонд «Київ-Класік», головною метою  якого є благодійна культурно-мистецька та естетико-просвітницька діяльність, що сприяє духовному та моральному відродженню України, розвитку національної культури, насамперед музичної, підтримки молоді, естетичного виховання підростаючого покоління. Фонд на сьогодні є єдиною унікальною благодійною організацією, базовою діяльністю якої є широка сфера академічного мистецтва, підтримка та подальший розвиток класичної, насамперед, вітчизняної музики через організацію благодійних концертних виступів українських та зарубіжних виконавців у найкращих концертних залах України та Зарубіжжя, участь у проведенні міжнародних фестивалів, конкурсів, відродження давніх шляхетних традицій української культури, збереження духовної спадщини тощо.
Під орудою відомої піаністки, за підтримки українського та зарубіжного меценатського представництва, дипломатичного корпусу в Україні, керівних державних установ, успішно реалізується широкомасштабна  Міжнародна Культурно – мистецька Програму «ВІДРОДЖЕННЯ», яка, на сьогодні є одним з розгалужень багатооб’ємної панорами культурної  розбудови Української Держави, м.Києва, збереженням духовної національної спадщини, її традицій та передбачає централізовану реалізацію низки культурно-мистецьких Проектів, спрямованих на духовне очищення та зростання нації, виховання та підтримку молоді, насамперед, підростаючого покоління – майбутнього Соборної Незалежної Держави.

#### Київський камерний ансамбль «Контрасти Київ-Класік»
2001 р. Євгенією Басалаєвою був заснований Київський камерний ансамбль «Контрасти Київ-Класік». Створення колективу є новим словом у розвитку камерно-ансамблевого виконавства в Україні. Оригінальними є програми у яких поєднуються відроджені сторінки старовинної музики й найсучасніші зразки композиторської творчості.  Під орудою Євгенії Басалаєвої, ансамбль, який об’єднав найкращих українських виконавців, лауреатів міжнародних конкурсів, на сьогодні визнаний у світі. За 19 років творчої діяльності колектив «Контрасти Київ-Класік» набув широкої популярності, виступаючи перед слухачами як України, так і європейських країн, що мають давні традиції камерного виконавства.
Вагомим внеском у збереження національної духовної спадщини, відродження давніх шляхетних традицій камерних концертів «Музичних віталень», «Маєткової культури XVIII – XIX ст.ст.», відомих музичних осередків українського гетьманства, меценатів Мазепи, Галаганів, Алчевських, Розумовських, Тарнавських є реалізація Євгенією Басалаєвою та   під її орудою ансамблем «Контрасти Київ-Класік» циклу  концертних проектів "Елітні вечори камерної музики Євгенії Басалаєвої",  „Збереження культурних традицій і духовної спадщини” тощо.
Колектив «Контрасти Київ- Класік» у різні часи співпрацював з відомими диригентами та зірками європейського виконавства, серед яких Богодар Которович  (Україна), Саулюс Сондецкіс (Литва), Пабло Боджіано (Аргентина), Француаза Шово (Франція), Дарко Брлек (Словенія), Микита Борисоглєбський (Росія), Євгенія Лісіцина (Латвія),Олександр Кагановський (Швейцарія), Роланд Гьольцль (Австрія) та ін.. Колектив став учасником багатьох престижних фестивалів у Франції, Італії, Словенії,Росії, Португалії, Польщі) тощо.  Під час гастрольних концертних виступів ансамблю на Міжнародному фестивалі у Франції “Music-Euroregion” (Pas-de-Calais, Dunkerque – Malo) зал стоячи аплодував українським митцям, виявляючи велику шану і захоплення  високим професійним рівнем виконавської майстерності музикантів

### «Елітні вечори камерної музики Євгенії Басалаєвої». Міжнародний фестиваль мистецтв "Діалоги культур"
З 2001 р. під орудою Євгенії Басалаєвої реалізується авторський Міжнародний концертний проект у Колонному залі Національної філармонії України «Елітні вечори камерної музики Євгенії Басалаєвої», який на сьогодні став «складовою новітньої історії музичного мистецтва України» («День» [2011] р.).
До організації проекту у різні часи долучились численні дипломатичні представництва, серед яких Посольства в Україні — Австрії, Японії, Росії, Латвії, Литви, Франції, Німеччини, Аргентини, Польщі, Французький культурний центр у Києві, Австрійський культурний форум тощо. Проект реалізується за підтримки урядових та культурно-мистецьких державних установ, благодійних та громадських організацій. У концертно-виконавських програмах Євгенії Басалаєвої беруть участь провідні вітчизняні та зарубіжні виконавці, зірки європейського музичного мистецтва, лауреати міжнародних конкурсів, талановита творча молодь.
Характерною рисою проекту є презентація та популяризація творів українських композиторів в контексті  шедеврів світового музичного мистецтва минулого і сучасності, а також використання новітніх режисерських знахідків, які базуються напринципах синтезу мистецтв. Знаходячи та виконуючи унікальні твори української  та світової музики, автор проекту сприяє зміцненню міжнародних культурних зв’язків, формуванню позитивного іміджу Держави у світі, збереженню національної духовної спадщини і культурних традицій українського суспільства.
«Новаторський проект Євгенії Басалаєвої – її особистий внесок в обороноздатність держав, підтримка високого іміджу української культури у світі...Елітні вечори оцінила не тільки вибаглива критика, колеги – музиканти, а,насамперед, публіка – за високий професіоналізм і шляхетний стиль, відкриття нових імен і забутих партитур, а ще за послідовну громадянську позицію. Чи не тому цей проект традиційно відзначено серед особливих культурних подій, які можна назвати потужною зброєю захисту нації, культурного надбання і зрештою самого майбутнього України» («Урядовий кур’єр», 27 грудня 2014, №243).
У привітальному листі керівництва Держави України, озвученому під час проведення урочистого XXV концерту «Маестро Вівальді та італійська музика з Нотної колекції Розумовських» (14.12.2013р.) було зазначено, що «….Естетичне спрямування – не єдина цінність «Елітних вечорів Євгенії Басалаєвої». Вже не один рік поспіль цей проект виконує надважливу суспільну місію: зближує українську та світову музичну традицію та формує внутрішню культуру сприйняття чистого і справжнього мистецтва…».
Кожен концерт циклу - це не лише презентація прем’єр та естетичне виховання широкої аудиторії на найкращих зразках вітчизняної та світової класики, але й благодійні акції Євгенії Басалаєвої на підтримку юного покоління, зокрема творчої молоді, дитячих будинків, тяжко хворих дітей, українських бійців АТО.
Одинадцятим концертом (2006) циклу піаністка  відкрила нову сторінку «Елітних вечорів камерної музики» – щорічний Міжнародний фестиваль мистецтв «Діалоги культур»,  спрямований на шлях взаємозбагачення української та світової культур.
«Проведення Міжнародного фестивалю мистецтв «Діалоги культур» є справді вагомим явищем в культурному житті країни. Незмінно служить утвердженню благородних ідеалів прекрасного, сіє в людських душах любов, радість і натхнення, сприяє відродженню і духовному збагаченню нашого суспільства» (з привітального листа Міністра культури України з нагоди урочистого відкриття VIII Міжнародного фестивалю мистецтв «Діалоги культур». 27.09.2013р.).  Протягом року реалізується широка палітра мистецьких заходів, спрямованих на духовне піднесення суспільства на шляху інтернаціональної єдності через мистецтво та культурну дипломатію, захисту Єдиної соборної України, європейської Держави. Мета фестивалю — сприяти зміцненню міжнародних культурних зв’язків, патріотичному та духовному вихованню громадянина нашої країни, особливо молоді, прищеплення їм любові до своєї землі, національної культури, відповідальності за збереження вітчизняної духовної скарбниці, поваги до історії європейських культурно-мистецьких надбань. В рамках IX та Х Міжнародних фестивалів мистецтв «Діалоги культур» було реалізовано значну кількість благодійних заходів на підтримку українських бійців, постраждалих під час військових дій в зоні АТО.

### Робота в конкурсних журі
Брала участь у роботі експертних комісій, та журі багатьох Міжнародних конкурсів різного спрямування, серед яких:
- Міжнародний конкурс піаністів «16 Concorso internazionale pianistico» Calabria (Italia),
- III Міжнародний конкурс камерних ансамблів ім. Танеєва (Калуга, Росія),
- І Міжнародний конкурс камерних ансамблів ім. Т.Гайдамович (Магнітогорськ, Росія),
- Міжнародний конкурс - фестиваль  камерних ансамблів у м. Сизрань (Росія),
- II та III Міжнародні конкурси камерних ансамблів ім. Д.Бортнянського (Україна),
- Міжнародний конкурс камерних ансамблів в м. Кальтаніссетта (Італія, Сицилія),
- І Фестивалю -конкурсу джазової музики м. Бар (Чорногорія);
- Міжнародний конкурс камерних ансамблів в м. Сідней (Австралія),
- почесний гість Міжнародного конкурсу ім. П. І. Чайковського;
- І Міжнародний фестиваль мистецтв у Парижі (Франція),
- Міжнародний фестиваль «Кінолітопис» (Київ); тощо.

## Наукова діяльність

### Наукові та творчі роботи
У 2012 Євгенія Олександрівна захистила кандидатську дисертацію «Стилістично-тембральний плюралізм фортепіано в камерно-інструментальній творчості українських композиторів 1960-х років». (Одеса-2012 р.17.00.03 –музичне мистецтво. УДК — 78.03+782.1).
Науков-дослідницька діяльність Євгенії Басалаєвої широко представлена науковими публікаціями, статтями, рецензіями, науковими збірниками, захистом кандидатської дисертації,  постійною участю у Міжнародних наукових конференціях та форумах.
У переліку  наукових публікацій Є.Басалаєвої найбільш відомі:
- «Диптих в музичній творчості і робота у цьому жанрі В. Губи» // «Проблеми сучасності: культура, мистецтво та педагогіка». Збірник наукових праць. Випуск XI. Луганськ, 2008. — С.25-36.;
- «Камерно-інструментальна творчість М.Скорика, Проблеми інтерпретації» // «Науковий вісник» НМАУ ім.. П. І. Чайковського, випуск 10, «Мирослав Скорик». Збірник наукових праць, присвячених 60-річчю від дня народження М. М. Скорика, 2000 р., м. Київ.– С..69 — 84.;
- «Камерно-інструментальні ансамблі з фортепіано в музиці XX сторіччя і творчість українських композиторів генерації 1960-х років» // «Науковий вісник» НМАУ вип.82 «Виконавське музикознавство» 2009 р. — С. 218—227.;
- «DE2CH. Музыка памяти Д. Д. Шостаковича, В. Губи. Опыт исполнительского анализа»;
- «Симфонієтта „Саторі“ В. Губи у виражені культурної парадигми початку XXI століття» // Науковий вісник. Вип. 77. Виконавське музикознавство. Книга 14. Зб.ст. — Київ, 2008. — НМАУ ім.. П. І. Чайковського. — С. 92-100, Науковий вісник НМАУ Вип. 87. «Проблеми камерно-ансамблевого виконавства». Збірник статей 2010 р. — С.18.;

Автор «Програми курсу камерного ансамблю для фортепіанних та оркестрових факультетів музичних навчальних закладів III-IV рівня акредитації». Напрям підготовки 0202 Мистецтво; спеціальність 7.02020401 8.02020401 Музичне мистецтво; спеціалізація «Фортепіано», «Оркестрові струнні інструменти» (2012); автор та упорядник Наукового вісника НМАУ імені П. І. Чайковського. Вип. 87 статей Кафедри камерного ансамблю «Проблеми камерно-ансамблевого виконавства» (2010, 2013 рр.); автор написання «Історії кафедри камерного ансамблю НМАУ ім. П. І. Чайковського. Етапи сходження» (для ювілейного видання НМАУ ім. П. І. Чайковського присвяченого 100-річчю Київської консерваторії), укладач «Положення про нормативи ведення облікової документації викладачів та концертмейстерів кафедри камерного ансамблю», Рецензент на навчальний посібник «Українське фортепіанне тріо: питання виникнення, еволюції жанру, новітніх технологій та виконавства» (Укладач: кандидат мистецтвознавства, професор кафедри загального та спеціалізованого фортепіано Донецької державної музичної академії ім. С. С. Прокоф'єва Л. В. Волкова.), автор численних рецензій, перекладень для фортепіано (Дж. Гершвін «Рапсодія у стилі блюз», А.Вівальді «Пори року» (4 концерти для скрипки та оркестру), для органа та фортепіано: М.Мусоргський «Картинки з виставки» (сюїта для фортепіано), Ф.Пуленк Концерт для органа та оркестру), редагування творів «Нотної колекції Розумовських».
Фондові записи:
- К.Вебер. «Концерштюк» для фортепіано з оркестром;
- Є. Станкович. Камерна симфонія № 7,№ 8, № 9;
- І. Щербаков. Концерт № 1 для фортепіано та струнного оркестру;
- А. Шнітке Концерт для фортепіано та струнних;
- Ф. Мендельсон-Бартольді  Концерт для фортепіано, скрипки  та струнних;
- Є. Станкович. Камерна симфонія № 8;
- Ф. Крейслер Прелюдія та Алегро у стилі Пуньяні (переклад для фортепіано та струнних С. Сондецкіса);
- Е. Шоссон Концерт для скрипки та фортепіано зі струнними;
- Й. С. Бах Концерт для фортепіано у супроводі струнних ре-мінор,0
- Й. С. Бах Брандербурзький концерт № 3 соль — мажор;
- Фріц Крейслер: Прелюдія та Allegro  у стилі Пун'яні (обробка для фортепіано і струнних  В. Ванеєва, С. Сондецкіса);
- Л. ван Бетховен Соната для скрипки та фортепіано ля-мажор, ор.47;
- М. Скорик Два фрагменти з Гуцульського триптиха: «Іван і Марічка», «Дитинство», 0
- Й. Гайдн Концерт для скрипки, фортепіано та струнних фа-мажор, К. Дебюссі «У човні», Л. Колодуб Концерт для скрипки, фортепіано  та струнних, М. Скорик «Мелодія», Три п'єси з дитячого альбому «Простенька мелодія», «Танок», «Лірник»;
- П. Хіндеміт «Чотири темперамента» для фортепіано та струнних, Ж. Колодуб Концерт для фортепіано та струнних «Зникаючі образи»;
- К. Шимановський «Ноктюрн і тарантела»;
- Б. Лятошинський Фортепіанний квінтет, В. Моцарт Соната для скрипки та фортепіано мі-мінор К. 304, Ряетс Концерт для скрипки, фортепіано та струнних;
- Д. Шостакович  Концерт для фортепіано, солюючої труби та струнних № 1, В. Барвінський Квінтет для двох скрипок, альта, віолончелі та фортепіано;
- В. Косенко «Мрія» для скрипки та фортепіано;
- В. Сільвестров Квінтет для двох скрипок, альта, віолончелі та фортепіано Іч. ;
- Ж. Колодуб «Герда» з балету «Снігова королева» для фортепіано та струнних;
- М. Скорик 2 п'єси «Вальс», «Хор» з Партити № 5 для фортепіано ;
- Л. Колодуб «Ескіз в молдавському стилі» для скрипки та фортепіано;
- М. Скорик «Іспанський танок» з сюїти до драми Л. Українки «Камінний господар»;
- Є. Станкович «Колискова» для фортепіано та струнних;
- Й. Брамс Фортепіанний квартет, Іч.;
- В. Годзяцький «Прелюдія» для фортепіано;
- В. Губа «У вечірній час» для кларнета та фортепіано;
- К. Вебер «Концерштюк» для фортепіано з оркестром;
- Л. Ревуцький «Прелюд» для фортепіано;
- Ф. Якименко Сюїта для фортепіано «Уранія»;
- Ф. Якименко П'єси для фортепіано «Вечірня мелодія», «Чисто вечірнє небо», «У вечірню сутінь», «Садок спить», «Мелодія кохання», «Траурний спів», «Весняні мрії», «Радісні хвилі», «Еще я полон друг мой милый»,

О. Канерштейн «Allegro frieve» з Фортепіанного квінтету;
- Я. Степовий «Кантабіле» для фортепіано та струнних;
- М. Метнер Фортепіанний квінтет;
- В. Губа Симфоніетта «Саторі» для фортепіано та струнних;
- Г. Малер Фортепіанний квартет ля-мінор;
- Л. Дичко Фортепіанна сюїта «Замки Луари»;
- Ш. Лоуффлер  Рапсодія № 2 для фортепіано, гобоя та альта;
- К. Дебюссі Три п'єси для фортепіано у супроводі струнних: «Відображення у воді», «У човні», «Місячне сяйво»;
- Ж. Гійу "Колоквіум № 2 для фортепіано та органа;
- Г. Жуковський Сюїта для фортепіано «Лісові картини»;
- М. Колесса Прелюд для фортепіано «Осінній»;
- І. Шамо Сюїта для фортепіано «Картини російських живописців», М. Мусоргський «Картинки з виставки»;
- Г. Гендель Концерт для органа та фортепіано № 4 ор.7 ре-мінор,

В. Губа «Диптих. Урочистий кант» для органа та фортепіано;
- Ф. Ліст «Ноктюрн» №3 для фортепіано,
- Ф. Бах-Ф. Ліст Органна прелюдія та фуга ля-мінор для фортепіано,
- А. Вівальді-Й.Бах Концерт для органа та фортепіано ля-мінор,
- В. Моцарт «Анданте» з концерту № 21 для фортепіано з оркестром,
- Д. Бортнянський—Концерт для чембало і струнного оркестру ре-мажор;
- Ж. Рамо: «Жига у формі рондо», «Перегуки птахів»;
- А. Вівальді   Концерт тв. VIII № 4 «Зима» для скрипки, струнних і чембало із  циклу  «Пори року» фа-мінор;
- В. Філіпенко — «До Тебе» для фортепіано та струнних, Антоніо Вівальді:        4 концерти «Пори року» . Обробка для органа і  фортепіано Є. Лісіциної,
- Фелікс Мендельсон — Бартольді Подвійний концерт для скрипки, фортепіано та струнних, ре мінор,
- Яніс Мединьш: «Арія» з оркестрової сюїти для скрипки, віолончелі і фортепіано,
- Ф. Якименко Три п'єси: «Радісні хвилі», «Танок ангелів», «Пісня кохання»,

В. Сєчкін Чотири п'єси для фортепіано, 
- Кожелух Леопольд    Великий концерт № 1 Фа мажор для клавесину (фортепіано)  у  супроводі   струнних,
- Плейєль Ігнац Йосип Велика соната До мажор для фортепіано (клавесину) у  супроводі скрипки  і віолончелі «SERENATA»,
- Йозеф Хаммерлайм Соната № 1 для фортепіано (клавесину) у супроводі  скрипки облігато  (Oblige), Іч. Allegro molto, Боккеріні Луїджі Соната  № 2  до мінор та Соната № 3 Сі-бемоль мажор для фортепіано  (клавесину) у   супроводі скрипки облігато (Oblige), ІІч.  Largo,
- Ляфонт Шарль Філіпп, Генріх Герц: Концертний дует Мі- бемоль мажор на тему Романсу «C'est une larme» для фортепіано  і скрипки, ор. 18:  Introduzion е Andante con Variazioni,
- Вольфган Амадей Моцарт Концерт для фортепіано з  оркестром  № 21 До мажор, К.467,
- А. Вівальді: Концерт "" («Ніч»)для флейти, клавесину  і струнних,
- К. Дебюссі: «Відображення у воді» із циклу «Образи» для фортепіано, В. Губа «Арія» для фортепіано, труби, органа  і    струнних, Ф. Мендельсон  -  «Пісні без слів»,
- Йозеф Гайдн Adagio з Сонати    для фортепіано     мі-бемоль мажор  № 3;
- Карл Діттерсдорф Симфонія №3  з циклу    «Metamorphose  d’Ovide» (ІІч. ), перекладення для фортепіано (клавесину)  Діттерсдорфа («Нотна колекція Розумовських»),
- Йоганн Ванхаль  Adagio  із симфонії № 1;
- Йозеф Гайдн Тріо  соль мажор для скрипки, віолончелі та   фортепіано     № 1 (III ч. , ALL'Organese),
- Карл Філіпп Емануїл Бах  Соната  фа мінор, Йозеф Гайдн Подвійний концерт для скрипки, фортепіано і струнних, фа мажор,
- Е. Шоссон Концерт для фортепіано, скрипки і струнного квартету ор. 2   (1891), ре-мінор,
- О. Красотов «Три речитативи» для фортепіано і струнних,
- І. Карабиць П'єса для фортепіано «День за днем»,
- С. Бедусенко  П'єса для фортепіано «Світанковий блюз»,
- Б. Працюк: «Чотири вітри», М. Скорик Чотири джазові п'єси для фортепіано і струнних;
- І. Фролов «Концертна фантазія на теми з опери Дж. Гершвіна „Поргі і Бесс“» для скрипки  і фортепіано
- Дж. Керн – І. Фролов «Дим» (Smoke Gets in Your Eyes) для 2-х скрипок і фортепіано,
- Тору Такеміцу «Requiem» для камерного оркестру , «Piano Piedes for Children: Cloudse» для фортепіано та струнних   «Rein Tree Sketch» для фортепіано ,   «Hika» для скрипки та фортепіано,
- Валентин Сільвестров: «Три Хокку» на слова Басьо для сопрано та фортепіано,
- Shin-Itchiro Yokoyoma  «L'Epice d'Asie» для гобоя, саксофона–тенора та віолончелі,
- Нобуйя Суґава «Fuzzy Bird Sonata» для саксофона та фортепіано, ІІ ч. «Sing, bird»,
- Izida Karue Rockzaemons П‘єси для фортепіано, «Romance»       для  фортепіано,
- Narita Tamezo «Hamabe no Uta» для сопрано, фортепіано, хору та оркестру,
- Альбе́рто Хінасте́ра Три п'єси для фортепіано ор. 6,
- Альфредо Россі і Россі    Квартет № 4 для фортепіано, скрипки, альта і віолончелі,
- Хуліан Агірре   «Canción» № 1 («Aires nationales Argentinos») для фортепіано,
- Альбе́рто Хінасте́ра «Malambo» для фортепіано, А́стор П'яццо́лла «Inverno Porteno» (De Las Cuatro Estaciones Portenas),
- Ігор Щербаков «Tango Misterioso» для фортепіано та струнних, Фортепіанний концерт,
- В. Пухальський. Два етюди для фортепіано, ор.5,
- Г. Жуковський   П'єси з Сюїти для фортепіано «Лісові картинки»,
- І. Шамо  Фортепіанна сюїта «Картинами російських живописців»;
- Шарль Самюель Бові-Лісберг  П’єси для фортепіано,
- Йоганн Карл Ешман   Концертний етюд, Ор.13;
- Еміль-Роберт Бланше  П'єси для фортепіано, Паїзіелло Джованні       Капріччіо № 13 для чембало ре мін  («На прощання з  великою княгинею Росії»),
- Фердінандо Турріні     Концерт для чембало , 2-х скрипок, альта, віолончелі   соль мінор,
- Джордані Томмазо  Концерт для чембало  (фортепіано) у супроводі 2 –х скрипок та контрабаса  Ре мажор,
- А. Вівальді — Й. С. Бах        Концерт для  фортепіано та органа (фортепіано) ля мінор (переклад  для 2-х фортепіано М. Готліба)  тощо.

### Робота в НМАУ
1987 р. розпочала працювати у штаті професорсько — викладацького складу Київської державної консерваторії ім. П. І. Чайковського (НМАУ ім. П. І. Чайковського) за цільовим направленням Міністерства культури України .
1996 р. закінчила цільову асистентуру-стажування кафедри камерного ансамблю НМАУ і продовжила викладацьку роботу на кафедрах сольного фортепіано та камерного ансамблю НМАУ, з 1998 р. — посада доцента, з 2009 р. — посада професора. У 2007 р. за конкурсним обранням обійняла додатково посаду звідувача кафедри камерного ансамблю (2007—2013 р.р.) НМАУ ім. П. І. Чайковського. 2007—2012 р.р. — член Вченої ради НМАУ ім. П. І. Чайковського.
Серед численних випускників — студентів та аспірантів НМАУ ім.. П. І. Чайковського класу професора Є. О. Басалаєвої — лауреати міжнародних конкурсів, провідні концертуючі музиканти.
2007 р. професором, завідувачем кафедри камерного ансамблю було запроваджено проведення в стінах НМАУ щорічного Конкурсу на краще виконання музики віденських класиків та Молодіжного Фестивалю камерної музики, що позначений широким спектром різнобічних концертів, спрямованих, насамперед, на виховання професійного музиканта, володіючого необхідними навичками концертного виконавця-ансамбліста. Проведення Конкурсу та Фестивалю стало тим  підґрунтям, яке створило всі умови для фахового зростання талановитої молоді, підготовки її до серйозних і відповідальних концертних сцен.
З метою широкої популяризації української камерної музики Євгенією Басалаєвою було запроваджено в рамках  молодіжного «Фестивалю української камерної музики»  цикл концертів  «Молоді виконавці — молодим композиторам». Програма здійснювалась спільно з організаційним комітетом Міжнародного фестивалю «Музичні прем'єри сезону», Національною спілкою композиторів України, Київською організацією композиторів, журналом «Музична Україна» та включала низку тематичних планових задумів, серед яких, насамперед, презентація та популяризація творчості молодих композиторів України, тощо.
Євгенією Басалаєвою за підтримки дипломатичного представництва в Україні було організовано та проведено в НМАУ низку майстер-класів видатних  митців сучасності: професорів Белградської музичної академії Йозефа Йовановича (флейта) та віолончелістки Сандри Беліч (Сербія, Белград);  солістки Домського собору, органістки Євгенії Лісіциної (Рига, Латвія) 2006р., сучасної французької піаністки, композиторки Франсуази Шово (Франція) 2007; професора Тбіліської консерваторії Тенгіза Аміраджібі (Грузія), нар. артиста Росії, професора Московської державної консерваторії ім. П. І. Чайковського Олександра Бондурянського; професора консерваторії м. Мадейра (Португалія) та Мічиган (США) Роберта Андріса, відомих виконавців, учасників  «Еггнер Тріо» (Австрія) (2013 р.); швейцарського віолончеліста, соліста Бернського симфонічного оркестру, професора Бернської Вищої академії мистецтв Олександра Кагановського (Швейцарія) (2013 р.) та ін..
Перебуваючи на посаді завідувача кафедри, професор Басалаєва Євгенія Олександрівна — розробила та уклала «Програму курсу камерного ансамблю для фортепіанних та оркестрових факультетів музичних навчальних закладів III-IV рівня акредитації», розробила «Положення про нормативи ведення облікової документації викладачів та концертмейстерів кафедри камерного ансамблю», вперше в історії НМАУ був запроваджений Науковий збірник статей кафедри камерного ансамблю НМАУ ім. П. І. Чайковського, проведено глибоку дослідницьку працю над архівами НМАУ та написано «Історію кафедри камерного ансамблю НМАУ ім. П. І. Чайковського» тощо.
2007 р. професор, завідувачка кафедри камерного ансамблю, член Вченої Ради НМАУ (2007—2012 р.р.) Басалаєва Є. О. відкрито виступила проти некваліфікованого введення керівництвом НМАУ Болонського процесу в структуру реформування системи освіти ВНЗ. а також проти корупційних дій керівництва ВНЗ, грубого порушення законодавства.
2013 р. тодішнім ректором В. Рожком було організовано звільнення професора Басалаєвої Є. з НМАУ. Згодом звільнення було оскаржене в суді й визнано протиправним. Є.Басалаєву було поновлено в академії.. Проти керівництва НМАУ на чолі ректора Рожка В. І. були порушені кримінальні справи за.ст.172, 356 КК України. Пізніше незаконне звільнення Є. Басалаєвої згадувалось у зверненнях активістів до Президента України, Міністерства культури України із вимогою люстрації В. Рожка.
2014 р. Тижневик "Культура та життя " (№ 24 — 27. 2014 р.) опублікував статтю Євгенії Басалаєвої «Дещо з історії знищення українського митця в Україні», в якій на підставі документів були викладені факти непрофесійності та протиправної діяльності керівництва НМАУ на чолі ректора В.Рожка.
17 лютого 2016 разом з народним депутатом Ірини Сусловою під час трансляції на телеканалі «Рада» оприлюднила фактичні дані, що свідчили про фінансові зловживання В. Рожка на посаді ректора, а відповідні скани документи згодом були опубліковані в інтернеті Ця заява також стала предметом судових розглядів, які визнали незаконність дій ректора Рожка В. та підтвердили оприлюднену інформацію. Ректором В.Рожком була організована травля видатного українського митця.

## Визнання
Євгенія Басалаєва здійснила біля 300  фондових записів,  організованими  як українським так і зарубіжним радіо та телебаченням . Про творчість піаністки створено масштабну палітру фільмів, передач та фільмів на радіо та телебаченні як в Україні так і за кордоном.
Багато творів українських та зарубіжних композиторів присвячено Євгенії Басалаєвій (Фортепіанний концерт «Зникаючі образи» Жанни Колодуб, Фортепіанний квінтет «Саторі» та «Диптих. Урочистий кант» для фортепіано і органа Володимира Губи, «Камерна симфонія № 9» для фортепіано і струнних Євгена Станковича, "Українська рапсодія" Анатолія Мірошника (Австралія) тощо).
У різні періоди своєї творчої діяльності виконавиця випустила ряд CD з її широким концертним сольним репертуаром та ансамблевим (у дуетах з Богодаром Которовичем, видатною латвійською органісткою Євгенією Лісіциною). Запис СД унікального ансамблевого поєднання дуету фортепіано—орган (Є.Басалаєва — Є.Лісіцина) став новаційним у світовій музичній культурі.

## Нагороди
1996 р.- звання "Заслужений артист України". 1999 р. - звання "Нароний артист України".
Євгенія Басалаєва нагороджена  чисельними дипломами "лауреата міжнародних конкурсів", Гран-Прі, почесними грамотами і подяками за високі творчі здобутки, міжнародну та благодійницьку діяльність, вагомий внесок у розвиток українського мистецтва, презентацію вітчизняної культури  на міжнародній арені, дипломами  за педагогічні досягнення ,   члена та голови журі міжнародних конкурсів, також, орденами, відзнаками, серед яких:
- Благословенна грамота Патріарха Київського і всієї Руси-України Філарета «За заслуги перед Помісною  Українською Православною Церквою та побожним українським народом» (листопад, 2014),
- Благословенна Грамота Керуючого Житомирською єпархією УПЦ Київського Патріархату» «Шана творчому мистецтву народної артистки України Євгенії Басалаєвої» (грудень,2014),
- Подяка Дніпропетровського клінічного госпіталю «За проявлене милосердя постраждалих бійців АТО» (грудень,2014),
- подяки від Міністерства культури України (жовтень, 2013), Кабінету міністрів України (грудень, 2013),
- «Орден за видатні досягнення у музичному мистецтві» (Почесна відзнака НМАУ ім. П.І.Чайковського) (2008,травень ),
- Переможець Загальнонаціональної премії «Людина Року»  в номінації «Митець Року-2009» (2010 березень);
- Орден Дванадцятипроменевої Зірки «CREDO» - «За вагомий внесок у розвиток музичної культури та благодійну діяльність» (2013, квітень),
- Орден «Христа Спасителя» (2014, травень),
- Медаль «За жертовність і любов до України» Патріарха Київського і всієї Руси-України Філарета (2015, квітень)

та ін.

## Витяги з преси
"Новаторський проект Євгенії Басалаєвої – її особистий внесок в обороноздатність держав, підтримка високого іміджу української культури у світі...Елітні вечори оцінила не тільки вибаглива критика, колеги – музиканти, а,насамперед, публіка – за високий професіоналізм і шляхетний стиль, відкриття нових імен і забутих партитур, а ще за послідовну громадянську позицію. Чи не тому цей проект традиційно відзначено серед особливих культурних подій, які можна назвати потужною зброєю захисту нації, культурного надбання і зрештою самого майбутнього України»
«Урядовий кур’єр», 27 грудня 2014..
- |  | «…Євгенію Басалаєву можна віднести до грона видатних піаністів — в інтерпретації п`єс Дебюссі відчувалась ідеальна врівноваженість поміж особистостями творця і відтворювача. Надзвичайно музикальна і чутлива Євгенія разом із цим володіє досконалою технікою і бравурною віртуозністю…» «News», Сідней. Австралія |а
- |  | «…Запропонована Євгенією Басалаєвою інтерпретація музичного шедевру Шоссона запам`яталась високою експресією, емоційною насиченістю, психологічною глибиною розкриття художньої образності твору. Багато тонких знахідок тембрального характеру в третій частині, романтична захопленість, могутня енергія фіналу змусила зал вибухнути бурхливими оплесками…» «Культура і життя», Київ |
- |  | «…Коли на сцені з'являється ця яскрава ефектна піаністка, здається, глядачі одразу забувають про оркестр…» «Киевские ведомости», Київ |
- |  | «…Гра солістки Євгенії Басалаєвої з неперевершеною віртуозністю та енергією надала музиці Вебера вельми зворушливу форму — музиці, яку досить нелегко донести до серця слухачів, з її тенденційними фрагментами і численними змістовними гранями. Її виконавський стиль був майстерно відшліфований і неповторний...» «Le temps», Туніс |
- |  | «…Судячи з того, як гаряче сприйняли глядачі виступ нового колективу «Контрасти Київ - Класік», він справді відбувся — за короткий час талановитим виконавцям вдалося опанувати розмаїту і складну програму і вразити присутніх досконалою технікою, тонким проникненням в образний лад композиторів, одухотвореністю, високою експресією…» «Урядовий кур`єр», Київ |
- |  | «…На рідкість піднесено, зворушливо пролунав широковідомий Концерт Моцарта № 21 у виконанні Євгенії Басалаєвої. Солістка продемонструвала володіння найтоншими нюансами звукової палітри фортепіано. Їй також повною мірою вдалося передати романтично піднесені образи найскладнішого віртуозного твору Вебера…» «Дзеркало тижня», Київ |
- |  | «…Нікого не залишило байдужим віртуозне виконання Євгенією Басалаєвою фортепіанних композицій Клода Дебюссі і Фріца Крейслера, блискуча техніка, фантастична пластика, емоційна насиченість творів трансформувалися у бурхливі тривалі оплески глядачів…» «News», Відень. Австрія |
- |  | «…Переповнений зал Національної філармонії, вигуки „браво” і „біс” — такий результат напруженої роботи колективу „Контрасти Київ-Класік” під орудою Євгенії Басалаєвої, який буквально з першого свого концерту завоював сталий інтерес шанувальників класичної музики...» «Урядовий кур`єр», Київ |
- |  | «…Унікальність виконавського стилю Євгенії Басалаєвої пов`язана із глибоким проникненням у різностильові пласти музики. Але насамперед її грі притаманна романтична натхненність і експресія, що створює атмосферу широкого спілкування з глядачем…» «Ділова Україна», Київ |
- |  | «...Цей концерт іще раз засвідчив неповторний виконавський стиль артистки Євгенії Басалаєвої, її унікальне вміння глибоко проникати в музичну стихію різних культур... Фантастична пластика рук і пальців цієї натхненної піаністки малює чарівними звуками прозору й тендітну, ледь чутну тему, яка стає провідною в усій композиції. У виконанні твору значна роль належить чудовим музикантам Київського ансамблю „Контрасти Київ-Класік”...» «Урядовий кур’єр», Київ |